# Myotis goudoti
Myotis goudoti — вид рукокрилих роду Нічниця (Myotis).

## Поширення, поведінка
Ендемік Мадагаскару. Зустрічається в найрізноманітніших місцях проживання. Він може жити в печерах, які знаходяться на деякій відстані від відносно незайманих лісів.